# Kieffer Christianson
Kieffer Christianson (Anchorage, 11 agosto 1992) è un ex sciatore alpino statunitense.

## Biografia
Christianson ha fatto il suo esordio in gare FIS il 13 dicembre 2007, senza concludere lo slalom gigante in programma a Winter Park. L'anno dopo, il 2 dicembre 2008, ha debuttato in Nor-Am Cup partecipando allo slalom speciale di Loveland, senza completare la prima manche. Il 19 gennaio 2013 ha partecipato per la prima volta a una gara di Coppa Europa, chiudendo 42º lo slalom gigante di Kirchberg in Tirol, mentre il 31 gennaio seguente ha conquistato il primo podio in Nor-Am Cup, vincendo lo slalom gigante di Vail. Nello stesso anno, il 27 ottobre, ha debuttato in Coppa del Mondo, senza concludere lo slalom gigante in programma a Sölden.
Il 27 febbraio 2016 ha colto a Hinterstoder in supergigante il suo miglior piazzamento in Coppa del Mondo (43º); il 13 dicembre dello stesso anno ha ottenuto a Panorama la sua seconda e ultima vittoria in Nor-Am Cup e due giorni dopo l'ultimo podio nel circuito, nella medesima località in slalom gigante (2º). Si è ritirato al termine della stagione 2016-2017; la sua ultima gara in Coppa del Mondo è stata lo slalom gigante di Kranjska Gora del 4 marzo, che non ha completato, mentre la sua ultima gara in carriera è stata lo slalom gigante dei Campionati statunitensi 2017, disputato il 28 marzo a Sugarloaf, nel quale Christianson ha vinto la medaglia di bronzo. Non ha preso parte né a rassegne olimpiche né iridate.

## Palmarès

### Nor-Am Cup
- Miglior piazzamento in classifica generale: 10º nel 2013
- 8 podi:
  - 2 vittorie
  - 3 secondi posti
  - 3 terzi posti

#### Nor-Am Cup - vittorie
| Data             | Località | Paese       | Specialità |
| ---------------- | -------- | ----------- | ---------- |
| 31 gennaio 2013  | Vail     | Stati Uniti | GS         |
| 13 dicembre 2016 | Panorama | Canada      | KB         |

Legenda:

GS = slalom gigante 

KB = combinata

### Campionati statunitensi
- 3 medaglie:
  - 1 oro (slalom gigante nel 2016)
  - 1 argento (combinata nel 2016)
  - 1 bronzo (slalom gigante nel 2017)